# Isoxya mucronata
Isoxya mucronata là một loài nhện trong họ Araneidae.
Loài này thuộc chi Isoxya. Isoxya mucronata được Charles Athanase Walckenaer miêu tả năm 1842.